# 瑞士汁炒牛河
瑞士汁炒牛河是香港的一道炒河粉菜式，主要材料包括河粉、牛肉、洋蔥、芽菜，以及具有香甜味道的瑞士汁，該道炒河粉的配料雖然與乾炒牛河相似，但味道和口感有明顯分別，瑞士汁炒牛河炒出來的河粉較為濕潤，味道較甜，而乾炒牛河則較乾及較鹹，兩者有別，卻可滿足不同人的口味喜好，在部分大牌檔、茶餐廳及港式快餐店，瑞士汁炒牛河已取代乾炒牛河成為日常菜式。

## 概要
瑞士汁雖以歐洲中部山區國家瑞士為名，但實際上是香港的地道調味料，基本成分包括生抽及老抽，顏色與豉油相似，不過調配瑞士汁時會加入冰糖，因此與豉油的鹹味不同，瑞士汁較突出甜味，並且因為加入麻油、米酒及香料，故此具有香草的氣味，常用的香料包括有八角、桂皮及陳皮等。在香港的街市及超市有已調配好的瓶裝瑞士汁出售，也可以買用八角、香葉、冰煻等材料調配自己喜歡的瑞士汁。瑞士汁菜式最著名的瑞士雞翼，就連瑞士駐香港總領事館也表示他們很樂意向瑞士國民介紹此香港特色小點。應用瑞士汁製作出來的菜式在香港甚為普及，瑞士汁炒牛河便是其中之一，由於乾炒牛河為了突出鑊氣而常帶有燒焦的味道，瑞士汁炒牛河則較濕潤及香甜，因而較受部分人的喜愛，並且產生使用大啡菇代替牛肉的素菜版本，成為素瑞士汁炒牛河。

## 做法
瑞士汁炒牛河的用料除了河粉、牛肉、洋蔥及豆芽，也可加入薑、蔥和紅蔥頭作為配料。瑞士汁可購買現成的，也可自行調配。牛肉要切成薄片及以豉油和糖略為醃製備用，薑、蔥和紅蔥頭要分別切片及切碎，豆芽因為容易炒出水，要先在鑊乾炒，盛起備用。河粉在落鑊前要先逐條分開，避免黏在一起。開始炒牛肉前，先用油炒香薑和紅蔥頭，再加入牛肉片及洋蔥絲，把牛肉炒至半生熟後盛起備用。然後加油開始炒河粉，再逐次加入瑞士汁，河粉平均沾上醬汁後，便可將半熟的牛肉片、豆芽及蔥段放入鑊中，與河粉一起快炒至熟，最後可撒上芝麻，盛起在碟上。